# Losera
El Losera (48) (en francès Lozère i en occità Losera) és un departament francès situat a la regió d'Occitània.

## Evolució demogràfica
| 1881    | 1891    | 1901    | 1911    | 1921    | 1931    |
| ------- | ------- | ------- | ------- | ------- | ------- |
| 150 768 | 135 527 | 128 866 | 122 738 | 108 822 | 101 859 |
| 1936    | 1954    | 1962    | 1968    | 1975    | 1982    |
| 98 480  | 82 391  | 81 868  | 77 258  | 74 825  | 74 294  |
| 1990    | 1999    | 2006    | 2007    |         |         |
| 72 825  | 73 509  | 76 806  | 76 880  |         |         |

Note : de 1881 a 1954 : població total, de 1962 a 2007 : població sense dobles comptes.

## Història
El departament del Losera va ser creat durant la Revolució Francesa, el 4 de març de 1790 -en aplicació de la llei de 22 de desembre de 1789-. Coincideix en bona part amb l'antic bisbat del Gavaldà, el qual formava part de l'antiga província del Llenguadoc.

## Departament
El departament està dividit en dos districtes: 

Els dos districtes del Losera

- Districte de Florac
- Districte de Mende

## Escut del Losera
Partit: 1r.: d'atzur, sembrat de flors de lis d'or (França antiga); 2n.: d'or, quatre pals de gules (Aragó modern).